# 御船山楽園

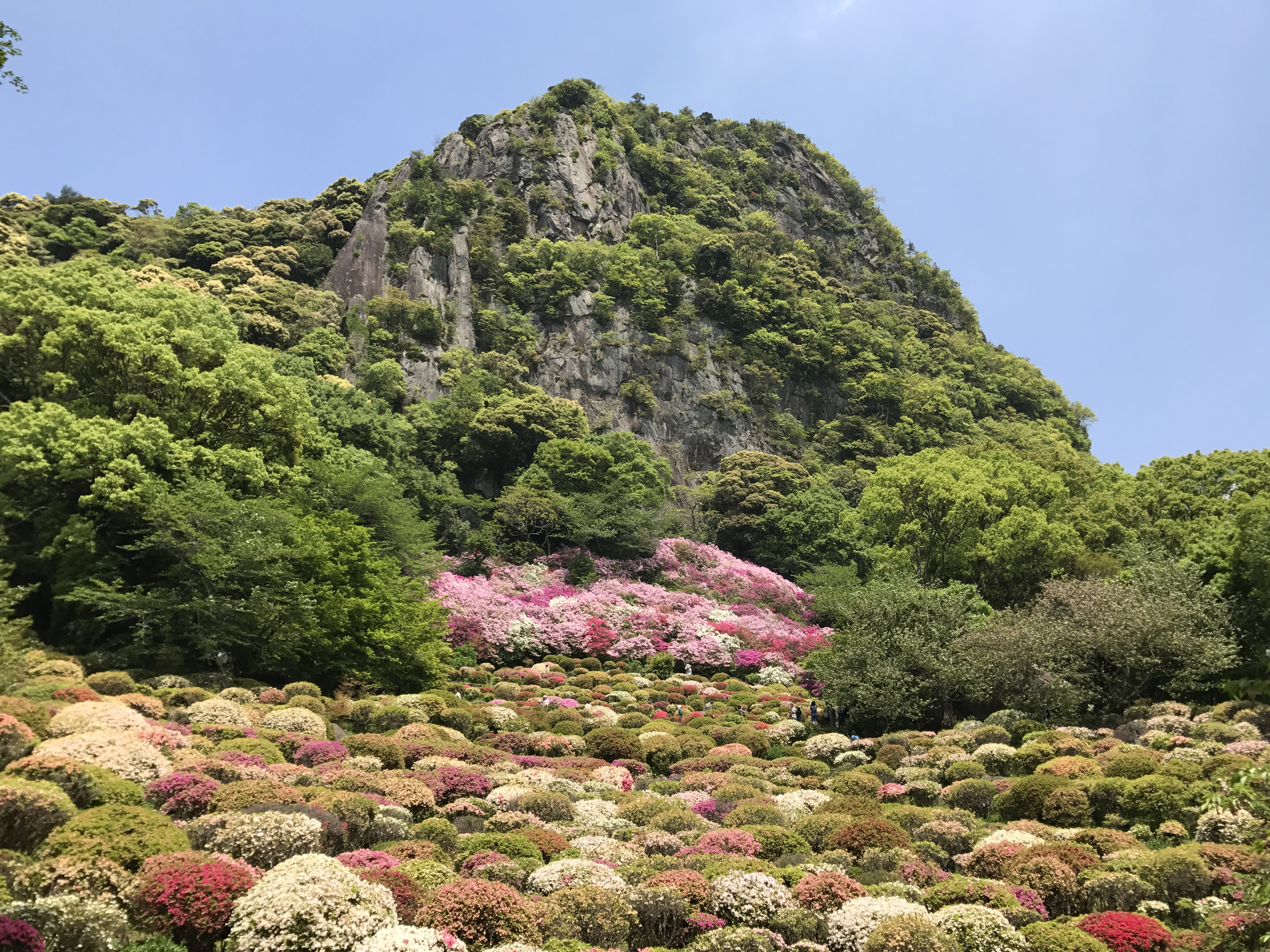
御船山とつつじ谷

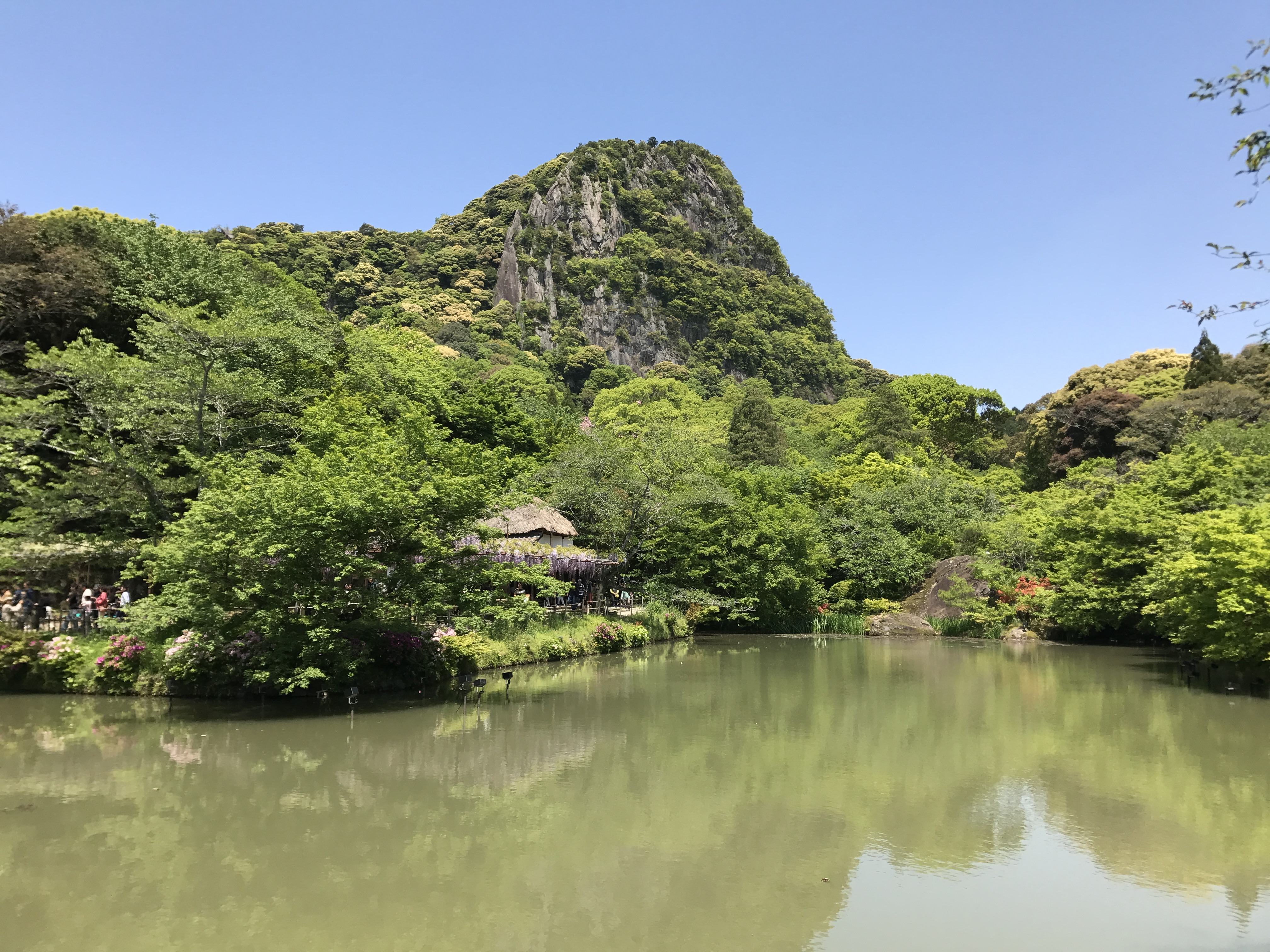
鏡池と御船山

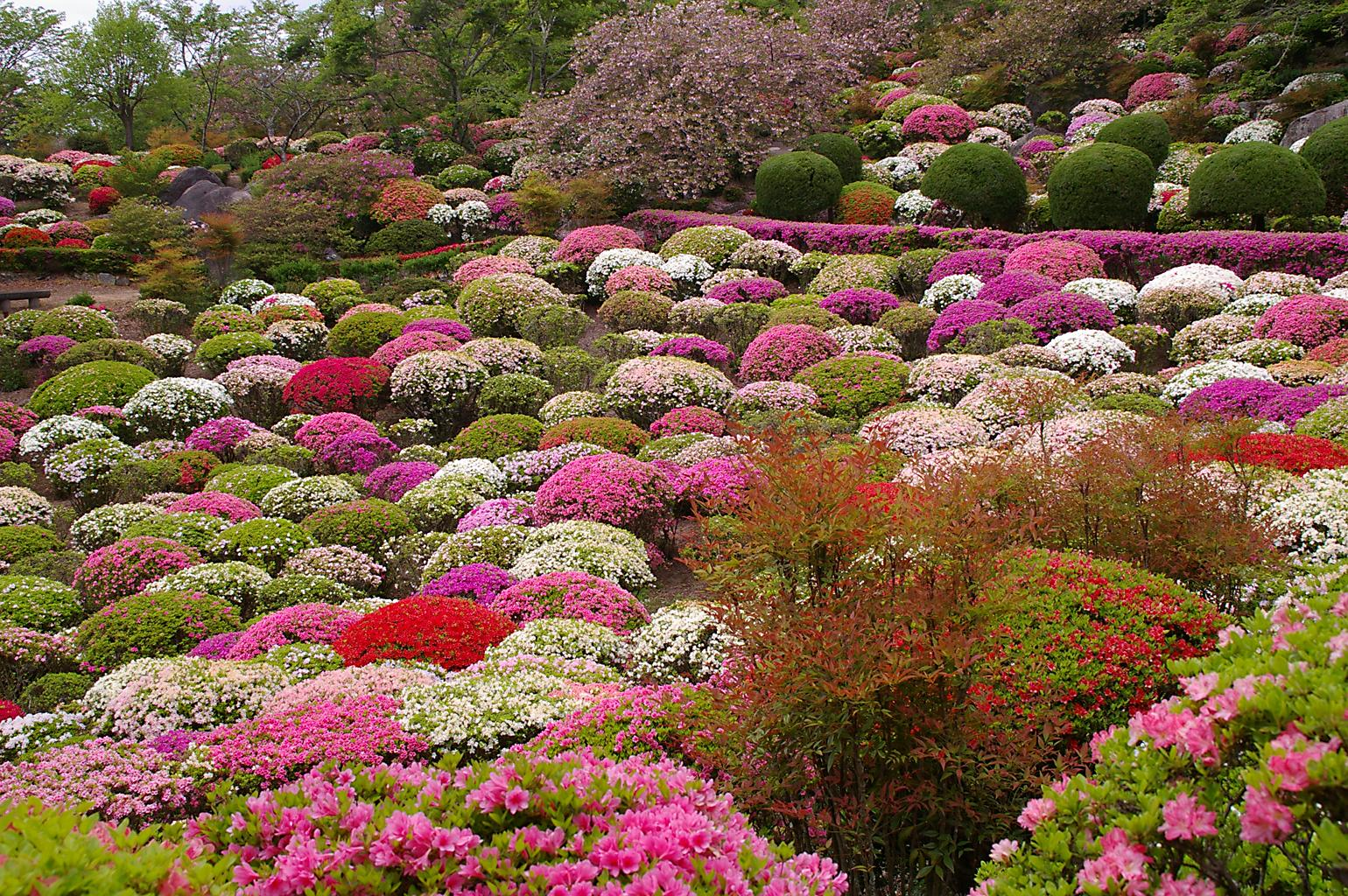
つつじ谷

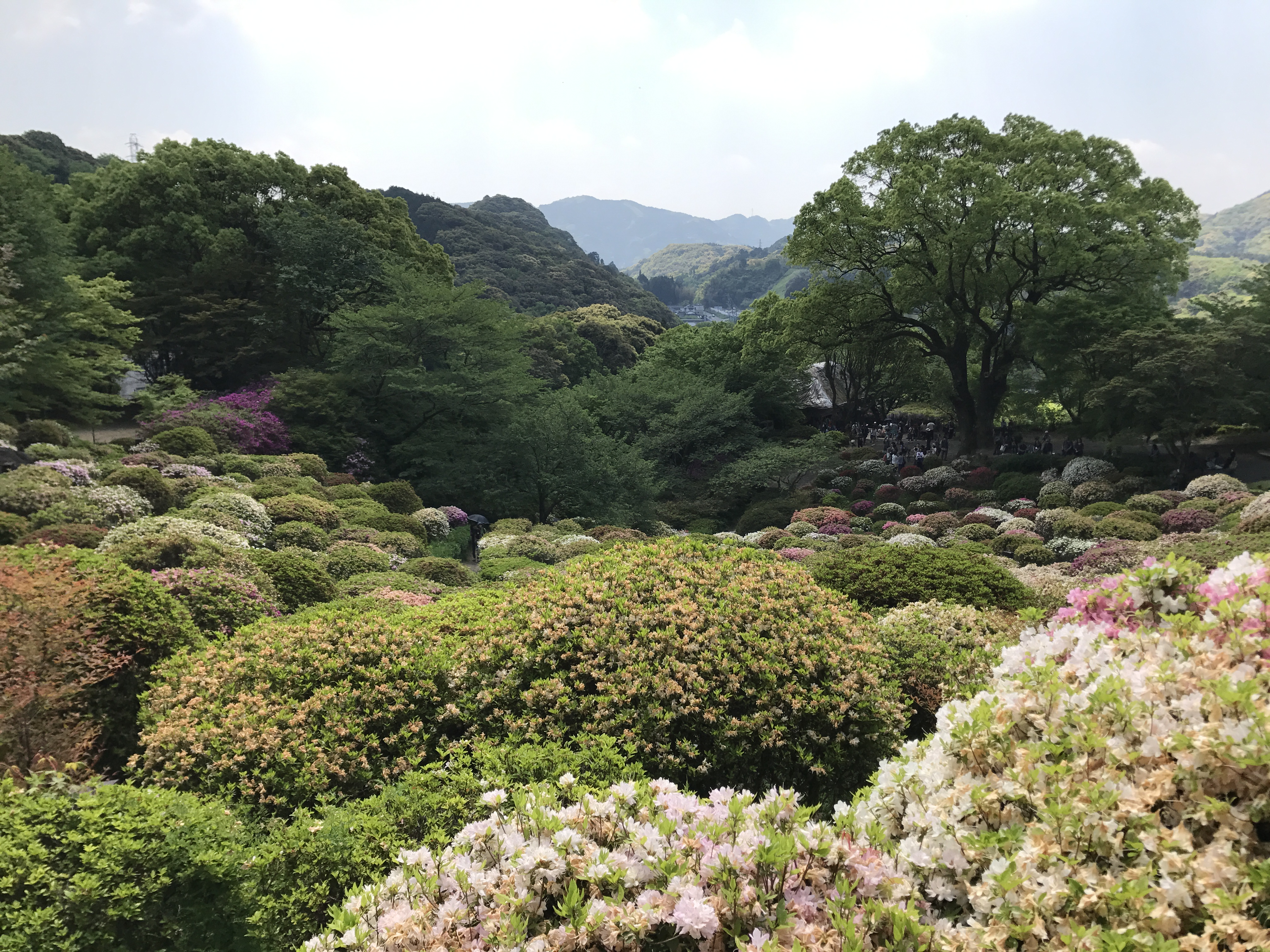
つつじ谷から望む大楠（右）

御船山楽園（みふねやまらくえん）は、佐賀県武雄市にある池泉回遊式庭園であり、ツツジと紅葉の名所である。所在地は武雄市武雄町大字武雄4100。
2010年（平成22年）2月22日に庭園全体が「旧武雄邑主鍋島氏別邸庭園（御船山楽園）」として国の登録記念物（名勝地関係）に登録された。

## 概要
武雄市のシンボル・標高210メートルの御船山の南西麓にある。御船山とは神功皇后が新羅征伐から帰った時に「御船」をつながれたことから名付けられた。
前身は「萩の尾園」という佐賀藩第28代武雄領主・鍋島茂義によって造営され、1845年（弘化2年）までに約3年かけて完成させた別邸の庭園である。明治末年以後にサクラや大量のクルメツツジ・ヒラドツツジが植えられることで現在の姿となる。
総面積は15万坪に及ぶ。園内からは御船山の断崖絶壁を見ることができる。

## 園内の名所
- 御船山
- 20万本のつつじ谷
- 樹齢170年の大藤
- 2000本の桜
- 樹齢170年の大モミジ
- 樹齢300年の大楠
- 五百羅漢
- 萩野尾御茶屋

## 入場時間・料金
- 開園時間：8:00〜17:00（4月1日〜5月5日は17:30まで）、年中無休
- 入園料
  - 通常：大人700円、小学生以下300円、
  - シーズン料金：4月1日〜5月5日：大人800円、小学生以下400円。11月1日〜30日：大人500円、小学生以下300円[4]

## 位置・交通
- 武雄市武雄町 - 地理院地図
- 御船山楽園 - Google マップ

- JR佐世保線武雄温泉駅より徒歩30分、タクシーで5分。

## 周辺
- 武雄温泉
- 武雄神社
- 慧洲園